# Gustaf Nordenström

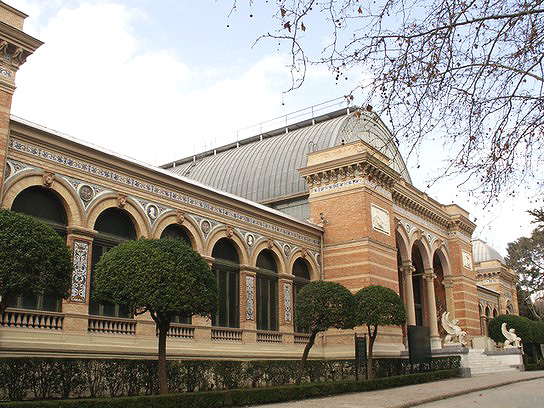
"Palacio de Velázquez" var huvudpaviljongen vid gruvutställningen i Madrid 1883

Olof Gustaf Nordenström, född 18 september 1835 i Åtvids socken, Östergötlands län, död där 6 september 1902, var en svensk gruvvetenskapsman.

## Biografi
Gustaf Nordenström var son till Anna Gustafva Norin och bergsfogden Erik Salomon Nordenström, vars farfars mor tillhörde en släkt som adlades af Nordin.
Nordenström blev student vid Uppsala universitet 1854, avlade där bergsexamen 1860 samt genomgick 1861-1862 Falu bergsskola, varefter han var biträdande gruvingenjör vid Åtvidaberg. År 1869 blev han t.f. professor i gruvvetenskap vid Teknologiska institutet och var 1878-1900 professor vid Kungliga Tekniska högskolan. År 1884 kallades han till ledamot av Vetenskapsakademien. 
Nordenström förordnades 1882 till Sveriges kommissarie vid gruvutställningen i Madrid (Exposición Nacional de Minería (1883)) hölls i Madrid april-november 1883) och reste samma år i Spanien, där han uppehöll sig även mars till oktober 1883. Han ordnade därunder och ledde den svenska avdelningen av nämnda utställning samt var tillika juryman. Som rådgivande ingenjör i gruvbrytning utövade han framstående verksamhet och bidrog i mycket väsentlig grad till utvecklingen av den svenska gruvbrytningen i såväl rent tekniskt som vetenskapligt avseende. Han var starkt engagerad i införandet av igensättningsbrytning i svenska gruvor samt på utvecklingen av bergborrningstekniken. År 1898 erhöll han som belöning för sina stora förtjänster om den svenska gruvhanteringen Jernkontorets stora medalj i guld. Från trycket utgav han många större och mindre uppsatser dels i "Geologiska föreningens förhandlingar", dels i "Jernkontorets annaler", vars gruvvetenskapliga avdelning han redigerade från 1874 till sin död, och i "Ingenjörföreningens förhandlingar".

## Övriga skrifter i urval
- Om nitroglycerinhaltiga sprängämnen (1880, tillsammans med A.W. Cronqvist)
- L'industrie minière de la Suède (1883 och 1897)
- Om bergshandteringen i Spanien (1885)
- Mellersta Sveriges grufutställning 1897 (1897)